# Осада Вильянди (1211)
Осада Вильянди (1211) — одно из важных событий I периода войны за независимость эстов (1208—1212 гг.).

## История
Городище Вильянди осадили немцы, ливы и латгалы во главе с магистром ордена меченосцев Бертольдом из Вендена и Каупо. Оборонительные позиции занимали эсты-дружинники мааконда Сакала под предводительством вождя Лембиту.
Перед осадой ливы и латгалы захватили много пленных в окрестностях и обеспечили войско провизией. Осаждённым было предложено сдаться в обмен на жизнь пленных, и после отказа пленные были уничтожены.
5 дней продолжались штурмы. Все они были отбиты, но на 6-й день осаждавшие вновь предложили мир с условием крещения и получили согласие.